# Львівський музей історії релігії
Львівський музей історії релігії — установа культури, в якій за допомогою зібраних унікальних матеріалів висвітлюється історія світових і національних релігій, діяльність церковних організацій.
Експозиція музею розміщена в келіях колишнього Домініканського монастиря, спорудженого у XIV — XVIII століттях. Концерти органної музики, які організовує музично-просвітницький відділ, відбуваються у великому виставковому залі — колишній трапезній монастиря.
Костел споруджений за проектом австрійського інженера Яна Віта і належить до найкращих зразків барокової архітектури міста. Головний вівтар був створений 1766 року за проектом скульптора Себастьяна Фесінгера. Чотири дерев'яні скульптури автором яких є Матвій Полейовський, зображують Івана Хрестителя, апостолів Петра і Павла та євангеліста Луку.

## Експозиція
Експозиція складається з таких тематичних розділів: «Релігія стародавнього світу», «Юдаїзм», «Раннє християнство», «Вірменська церква», «Історія римсько-католицької церкви», «Українська греко-католицька церква», «Православ'я в Україні», «Протестантизм», «Іслам», «Буддизм». У структуру музею входять відділи: виставковий, науково-освітній, рекламний, методичний, фонди, видавництво «Логос», бібліотека, фото- та голографічна лабораторії, науково-реставраційний, художній, біо-бібліографічний.
У фондах нараховується понад 50 тис. одиниць збереження. Серед них експонати, які мають унікальну культову, мистецьку та історичну вартість. Зокрема, велика збірка ікон XVI—XIX ст., чимала колекція Біблій (у тому числі Острозька Біблія 1581 року та видана у Парижі 1563 року), релікварій св. Аронтія ХІ ст., тощо.
Музей проводить щорічні міжнародні наукові конференції «Історія релігій в Україні» та видає їх матеріали, а також раз на два роки видає наукові альманахи, присвячені визначним датам історії церкви.
До послуг відвідувачів музею — різні форми науково-освітньої роботи: лекції, екскурсії, для них проводяться концерти органної та камерної музики, надаються консультації.

## Бібліотека
Львівський музей історії релігії' має спеціалізовану бібліотеку релігієзнавчого профілю, аналогів якої у державі не існує. Серед 150 тисяч примірників — праці теологів Київської, Львівської, Санкт-Петербурзької та Московської духовних академій і їх періодичні видання, церковно-релігійна література католицьких інститутів Італії, Німеччини, Австрії, Франції і Польщі, збірка релігійних видань часів Кримського ханства, зібрання творів видавництва УКУ в Римі.
Більшу половину фонду книжкового займають книги іноземними мовами (200 — англійською; 2000 — французькою; 2000 — німецькою; 1500 — латиною; 3000 — польською та ін.) Бібліотека має рідкісну збірку давньоукраїнської книги (300 прим.) за 826—1910 рр., а також такі рідкісні видання як «Католицька енциклопедія», «Енциклопедія православ'я»; видання краківського Ягеллонського університету, німецькі лютеранські видання (1868—1900 рр.), французькі видання Парижа, Ліона; а також енциклопедія Брокгауза-Ефрона; енциклопедичний словник «Гранат», дореволюційні видання «Вселенная й миръ», «Чъловечество» та ін..
У фонді бібліотеки — 300 книг літератури на івриті та їдиші. З неї велику частину складають окремі розділи Танаха, Вавилонського Талмуду, Султан-Аруха, збірники молитов та література на івриті. Унікальними є рідкісні книги «Махзор. Святкові молитви» (1907), «Микраот Гдолот» (1876) та ін. Величезну частину книжкового фонду займає давня періодика, яку відносять до рідкісних видань: «Міръ Божій», «Отдых христианина», «Свът», «Богословская мысль», «Слово пастыря», «Русскій паломник», журнали «Старообрядцы» (1908), «Странникъ» (1903), праці Київської духовної академії (1870—1909); чернігівські, київські єпархіальні вісті тощо.
Крім того, у фонді представлені видання релігійних організацій Галичини 20-30-х років, а також хорватсько-чеська періодика цього ж періоду. Бібліотечний фонд містить унікальні збірки Біблій різними мовами світу: грецькою, латинською, німецькою, французькою, китайською, англійською тощо.
Серед них — Острозька Біблія Івана Федорова, паризьке видання 1563 р., венеційське видання 16 століття. Чисельну групу книг становлять видання історії монастирів і церков, їх статистичний, богословський, історичний аналіз, а також видання Львівських друкарень, Києво-Печерського монастиря, Почаївського монастиря, мандрівних друкарень. Бібліотека містить чимало книг з особистих бібліотек видатних діячів Церкви, про що свідчать їх підписи та екслібриси Петра Могили, Йосифа Сліпого, Климентія Шептицького. Тут також є видання «Студіону», отців-василіан з Жовкви, збірки праць НТШ у Львові. До фонду бібліотеки входять книги історичної бібліотеки Ставропігійського інституту.
Бібліотека містить невелику, проте єдину в Україні цінну збірку арабістики 16-20 ст., Корани, богословські трактати, календарі, а також твори релігійних діячів перською, турецькою мовами та на санскриті.
Бібліотека музею історії релігії формувалась з початку його заснування у 1973 р. Частина літератури була передана у фонд бібліотеки Львівським історичним музеєм, Ленінградським музеєм історії релігії та атеїзму, а також шляхом наукових музейних експедицій в Читу і Улан-Уде. Український Католицький Інститут у Римі в 90-х роках подарував музеєві 300-томну збірку релігійної та релігієзнавчої літератури, а також бібліотека містить літературу з приватних колекцій, літературу видавництва отців ЧСВВ. Бібліотека постійно поповнювалася літературою з фондово-закупівельних комісій, обмінного фонду.
Музей має три філії: 1980 року створено Червоноградську філію, 1991 року — Сокальську філію «Людина. Земля. Всесвіт», 1993 р. — Інститут релігієзнавства. 2009 року — Музей-садибу родини Антоничів у Бортятині.

## Світлини

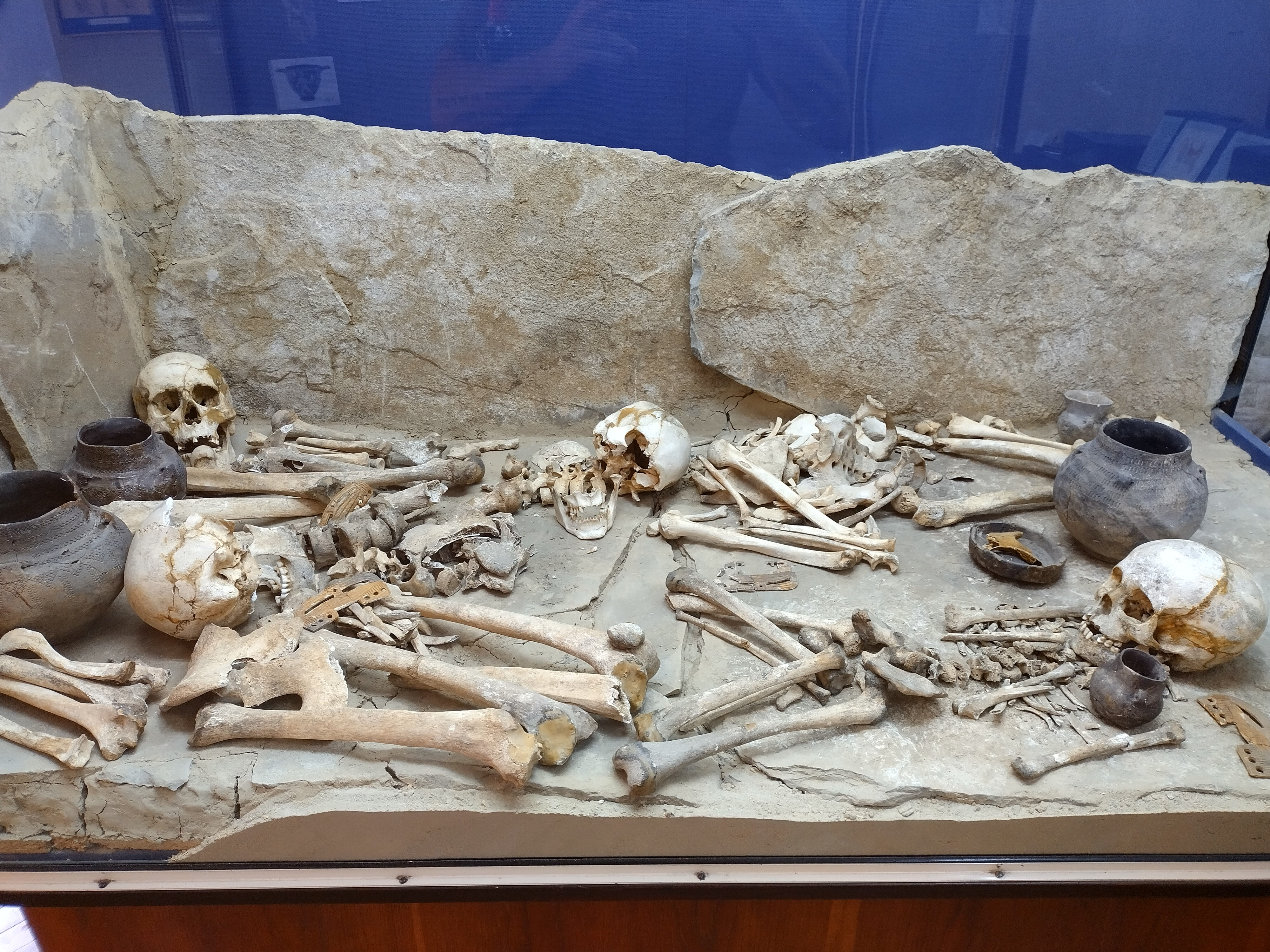
Могильник Висоцької культури
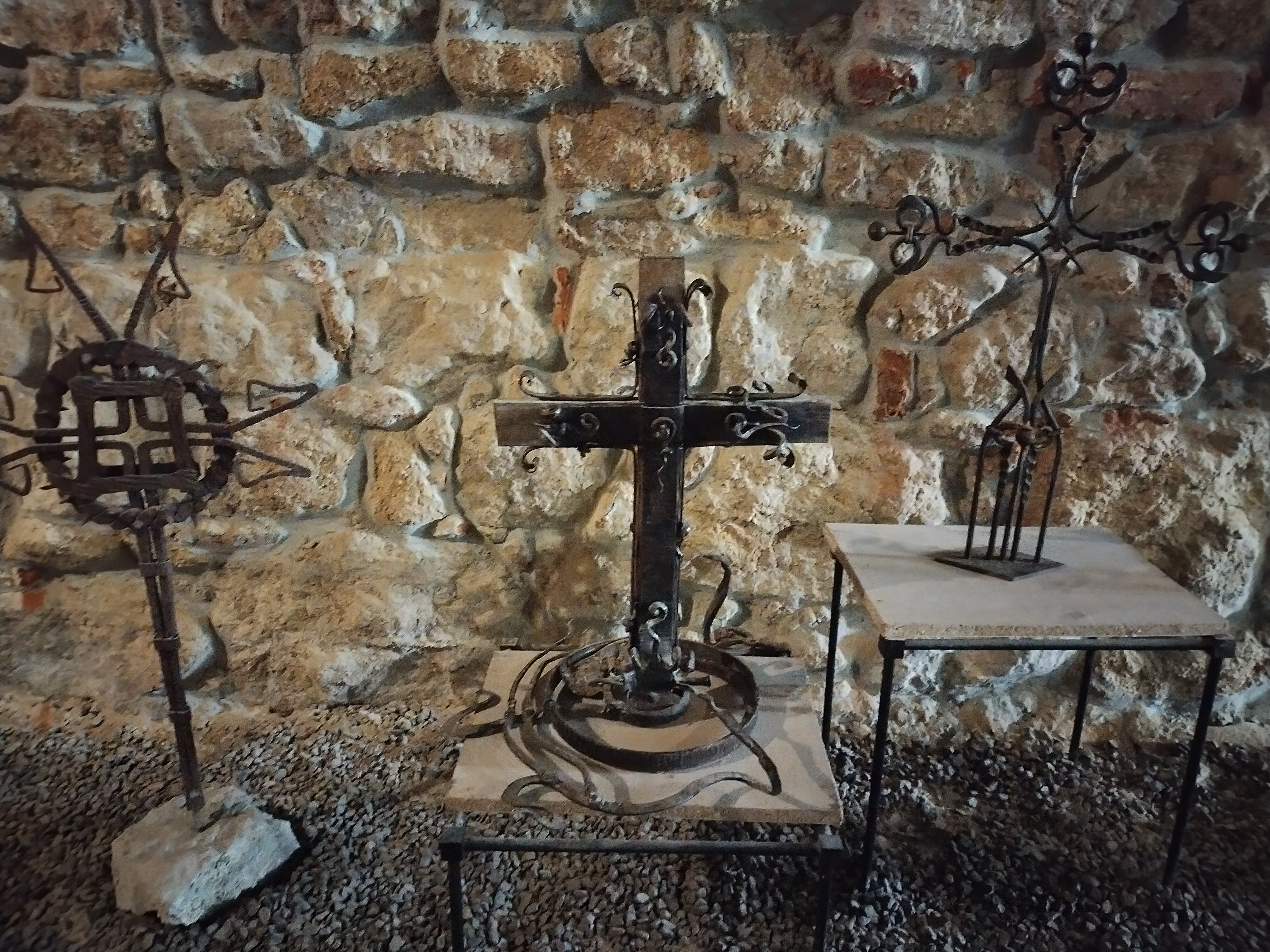
Залізні ковані хрести у підземеллі
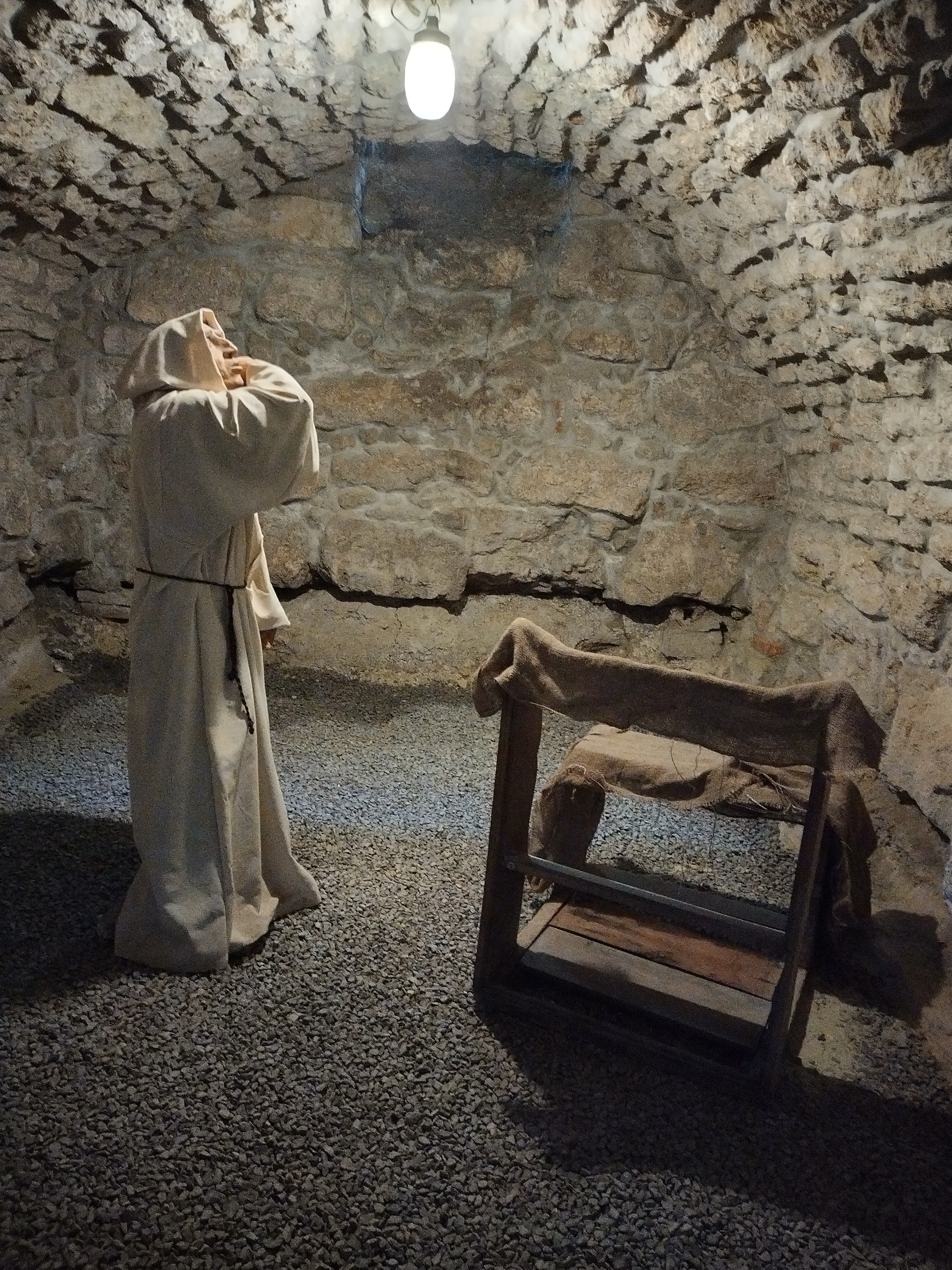
Інсталяція
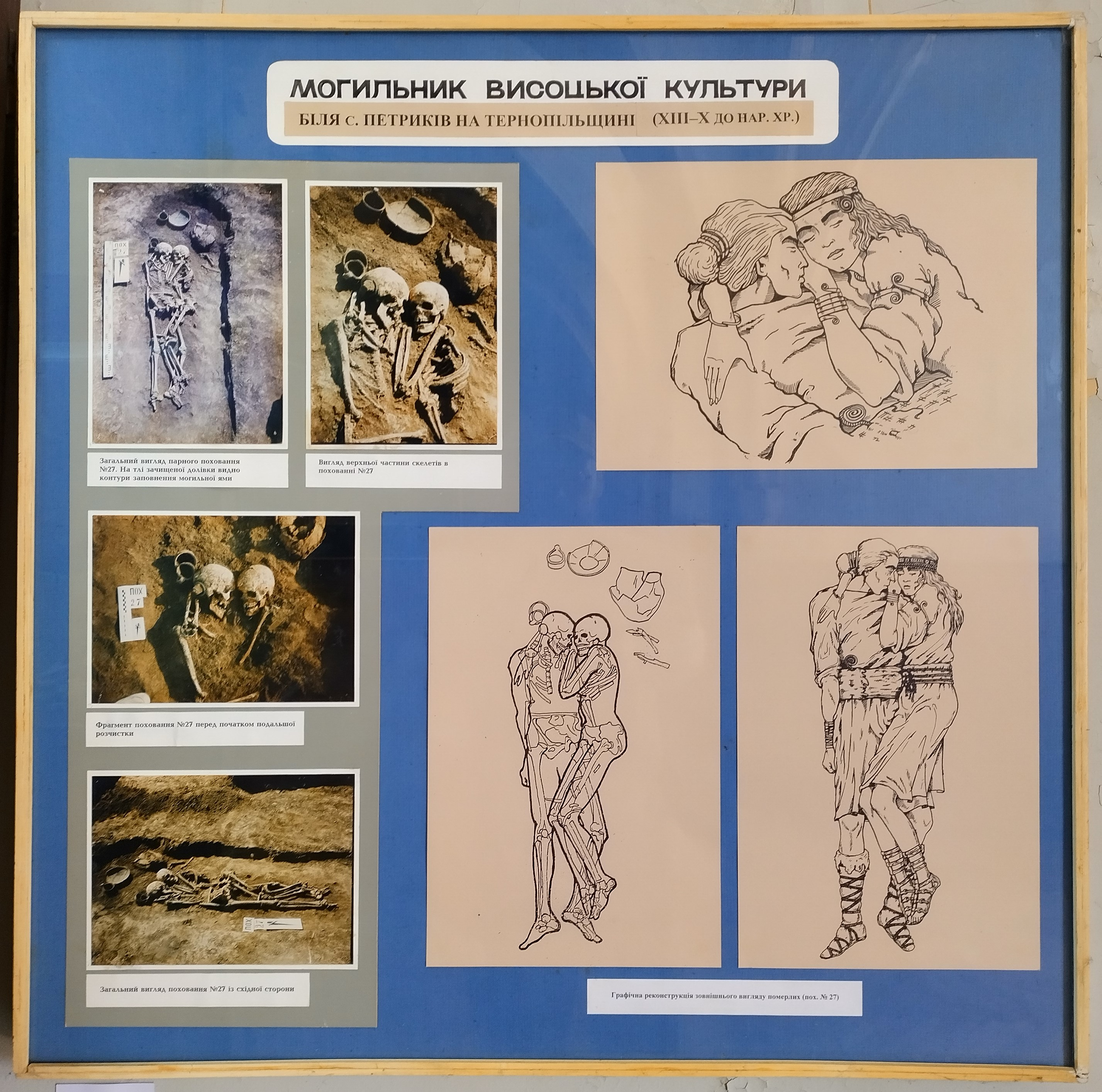
Інформаційний щит могильника Висоцької культури